# Бата
Вижте пояснителната страница за други значения на Бата.
Бата е село в Югоизточна България. То се намира в община Поморие, област Бургас.

## География
Село Бата е разположено в разклоненията на източна Стара планина. Намира се на 20 km северозападно от Черно море, на 25 km западно от общинския център Поморие, на 33 km северно от областния център Бургас и на 36 km източно от Айтос.
В миналото селото е било заобиколено от гори. Днес са останали малка част към селата Страцин и Косовец.
Почвеният състав на местностите около селото е черноземен и песъкливо-глинест.
На няколко километра югозападно от селото се намира началото на историческата река Ахелой (Ахелой в превод означава „рог на изобилието“).
На запад от селото се издигат няколко могили, може би от времето на траките по тези места.

## История
Селището е било населено с турци. В края на XIX век, около и след 1903 г. местното турско население се изселва в Турция, а в Батаджик се заселват потомствени българи от Източна Тракия, от Хухла, Бунархисар, Дерекьой, Чекмедже, Пишманкьой и др. Преселването е на принципа адекватна замяна на къща, имоти, добитък между изселниците в двете посоки. Един от първите родове, заселили се в с. Батаджик, е родът на Вълчан войвода. По-късно се заселват жители от селища в Източна Стара планина. В последно време се заселват роми от околните села.
До 1934 г. името на селото е Батаджик. При избухването на Балканската война в 1912 г. седем души от Батаджик са доброволци в Македоно-одринското опълчение.
Кметството се помещава в масивна сграда, построена през 1936 г. Първият кмет на селото е Тодор Фъндъков, назначен през 1889 г. По-важни събития в историята на селото са:
- Свързването на село Бата с шосе до с. Медово – 9 km, 1938 г., под ръководството на кметовете Зафир Георгиев, Димитър Самуров и Атанас Пенчев.
- Асфалтиране на площада и селските улици при кметовете Йорданка Димитрова, Александър Петков и Георги Неделчев.
- Радиофициране на селото 1951 г.
- Създаване на първия телефонен пост в селото (1932 г.) с телефонист Александър Петков от град Преслав.
- През 1963 г. при кмета Стойчо Иванов Дойнов и финансов изпълнител Христо Ангелов са построени паметник на загиналите в Отечествената война 1944/1945 г., сградата на пощата, стадиона и надстройка на училищната сграда.
- През 1945 г. е електрифицирано селото.
- Водоснабдяване на селото е осигурено, отначало от полуминералната вода „Лъджата“, а днес от река Камчия, при кметовете, Стойчо Дойнов, Георги Аянов, Стамат Иванов, Петко Димитров.

Храм-паметникът „Света Троица“ в с. Бата е строен от габровския майстор Цаню Манев Караджунов (1887 – 1969 г.), родом от с. Късовци (Плачковци), през 1907 – 1909 г., съвместно с братята си. Същият майстор строи и моста в селото. Средствата за строежа на църквата са събрани от населението. Строителството на църквата и моста се осъществява, когато кмет на селото е бил Петко Вълканов Петков Вълчанвойводов (Моллата). Първият свещеник е Георги Сяров. Дълги години е бил свещеник руснакът Иван Флоров.
Рождената дата на училището в с. Бата е 1889/90 г. Нова сграда е построена през 1922 г. и се открива първият прогимназиален клас. Според преданията първият учител е бил Димитър П. Грънчаров от гр. Казанлък.
През 1966/67 г. се извършва надстройка на училищната сграда при кмет Стойчо Иванов Дойнов!
На 30 април 1890 г. по инициатива на учителя Илия Маджаров, землемера Белчо Йовчев и учителя кмет Андрея Стоянов се провежда голям събор в селото, на който пощенският служител в гр. Поморие, великият поет Пейо Яворов, произнася пламенно слово и се приема резолюция за премахване на жестокия данък десятък.

## Население

### Етнически състав
Преброяване на населението през 2011 г.
Численост и дял на етническите групи според преброяването на населението през 2011 г.:
|                     | Численост |
| Общо                | 1117      |
| Българи             | 358       |
| Турци               | 77        |
| Цигани              | 203       |
| Други               | -         |
| Не се самоопределят | 4         |
| Неотговорили        | 475       |

## Образование
Основно училище „Христо Ботев“, в което за периода 1922 – 2009 г. са завършили основно образование над 2600 младежи и девойки и са продължили образованието си и са се квалифицирали като: учители над 47; юристи – 3; инженери – над 25; архитекти – 2; строителни техници – 9; агрономи и зоотехници – 10; летци – 4; хуманни лекари – 2; ветеринарни лекари – 2; акушерки – 2; фелдшери – 5; медицински сестри – 7; аптекари – 5; икономисти – 13; журналисти – 2; офицери – 20; директори на окръжни предприятия – 7.
Читалище „Георги Илиев Маджаров“, създадено през 1908 г. с първи председател Георги Куманов. Самодейци – учители и селяни са изнасяли пиесите: „Хан Татар“, „Калната топка“, „Албена“, „Цигани“ и др.

## Икономика
В селото е създадена учебно-производствено предприятие „Труд“ през 1973 г. Здравният дом е построен след 9 септември 1944 г. от майстора Георги Киряков.
Поминък на населението – земеделие, животновъдство, малко търговия с разкриване на магазини за хранителни стоки, кафенета, работници – помощен персонал на Слънчев бряг и работници в строителството. В селото е основана и работи земеделска кооперация „Бата“.

## Редовни събития
Батска среща – ежегодно първата неделя на юни.

## Религия
В селото има православен храм „Света Троица“, построен през 1909 г. 

## Личности
Родени в Бата
- Георги Каракачанов (1944 – 2023), български офицер, генерал-майор
- Димо Недялков Калнякупенов, македоно-одрински опълченец, 1 рота на Лозенградската партизанска дружина[6]
- Кольо Георгиев Николов, Председател на Областен читалищен съвет Бургас и член на Върховния читалищен съвет на Съюза на Народните читалища в България

Починали в Бата
- Георги Йоргакиев Саров (1869 – 1910), македоно-одрински свещеник и революционер опълченец, родом от Пирок, Лозенградско

Други
- Бойчо Дражев Костадинов (1879 – ?), македоно-одрински опълченец, родом от Кофчаз, жител на Батаджик, 1 отделна партизанска рота, носител на бронзов медал[7]
- Иван Стоянов Маджаров (1880 – ?), македоно-одрински опълченец, родом от Дерекьой, Малкотърновско, жител на Батаджик, 1 рота на Лозенградската партизанска дружина[8]
- Костадин Георгиев (1879 – ?), македоно-одрински опълченец, родом от Ковчаз, жител на Батаджик, 1 рота на Лозенградската партизанска дружина, носител на бронзов медал[9]
- Никола Георгиев Саров (1874 – ?), македоно-одрински опълченец, родом от Пирок, Лозенградско, жител на Батаджик, 1 рота на Лозенградската партизанска дружина, носител на сребърен медал „За заслуга“[10]
- Петко Вълканов Петков (1872 – ?), македоно-одрински опълченец, родом от Корията, Лозенградско, жител на Батаджик, внук на Вълчан войвода, 1 рота на Лозенградската партизанска дружина, 2 рота на 6 охридска дружина, ранен в Междусъюзническата война на 9 юли 1913 година, носител на сребърен медал „За заслуга“[11]
- Петко Хулев Ангелов, македоно-одрински опълченец, 33-годишен, родом от Визица, жител на Батаджик, 1 рота на Лозенградската партизанска дружина, носител на бронзов медал „За заслуга“[12]
- Тодор Георгиев Адамов, участник във Втората световна война, и най-възрастният жител на селото
- Димитър Николов, председател на общината и земеделската кооперация
- Стамат Иванов, председател на общината и кооперацията
- Петко Радев, председател на кооперацията
- Стойчо Иванов Дойнов, председател и кмет на общината
- Кольо Куманов, народен представител от БЗНС
- Димитър Белчев, дългогодишен агроном, кмет и председател на земеделската кооперация
- Кольо Момчев, дългогодишен агроном в земеделската кооперация
- полк. Зафир Зафиров – командир на дивизия
- генерал Георги Каракачанов – командир на дивизия за ПВО